# Джерин Хогарт
Джерин Хогарт (англ. Jeryn Hogarth) — персонаж, появляющийся в комиксах издательства Marvel Comics. Он был другом Уэнделла Рэнда, отца Железного Кулака, а также адвокатом Героев по найму, группы, в которой состоял Железный Кулак. 
Керри-Энн Мосс исполнила роль женской версии этого персонажа, переименованного в Джери Хогарт в телесериалах Кинематографической вселенной Marvel, впервые появившись в «Джессике Джонс» и исполнив камео в «Сорвиголове», «Железном кулаке» и «Защитниках».

## История публикаций
Джерин Хогарт дебютировал в Iron Fist #6 (Август, 1976) и был создан сценаристом Крисом Клэрмонтом и художником Джоном Бирном.

## Биография
После смерти Уэнделла Рэнда Хогарт стал исполнителем завещания его имущества. Он начал следить за сыном Уэнделла, Железным Кулаком, после его возвращения в Штаты, нанимая Коллин Винг и Мисти Найт, чтобы связаться с ним и убедиться, действительно ли он был тем самым Дэнни Рэндом. 
Со временем Хогарт стал адвокатом Героев по найму. Первоначально Герои по найму представляли собой небольшую лицензированную организацию в Нью-Йорке, предлагающую ряд услуг для потенциальных клиентов. Организация имела офисы, расположенные на Парк Авеню, а её персонал состоял из двух постоянных сотрудников: секретаря Дженни Ройс и адвоката Джерина Хогарта, также выступавшего в качестве официального представителя группы. 
Джерин просил Люка Кейджа и Железного Кулака сопроводить его дочь Милли Хогарт на бал, чтобы произвести впечатление на свою бывшую жену. Паслен, Стилет, Дискус, Человек Гора Марко и Угорь попытались похитить её.
Во время событий Civil War Хогарт выступает против Акта регистрации для супергероев. Джерин останавливает Железного человека от ареста Железного Кулака, заявив, что он уже зарегистрирован в качестве оружия США. 

## Киновселенная Marvel

Керри-Энн Мосс (слева) в роли Джери Хогарт в сериале «Джессика Джонс»

Джери Хогарт появляется в Кинематографической вселенной Marvel в исполнении Керри-Энн Мосс, являясь первым персонажем-лесбиянкой в этой вселенной. Хогарт выступает в качестве юриста адвокатской конторы «Хогарт, Чао и Беновитц».
Джери Хогарт дебютирует в 1 сезоне сериала «Джессика Джонс», где она обеспечивает Джессику Джонс делами, несмотря на несогласие с методами Джессики. После трагического случая с Хоуп Шлоттман, которая, находясь под влиянием Килгрейва, убила своих родителей, Джессика обратилась к Джерин, чтобы та стала её адвокатом. Это привело к попытке Килгрейва убить Джери с помощью её бывшей жены Венди, находившейся под его контролем. Хогарт была спасена своей любовницей Пэм, которая впоследствии разорвала с ней отношения. После убийства Джессикой Килгрейва Джери присутствует на её допросах и убеждает полицию отпустить её.
Во 2 сезоне сериала «Сорвиголова» упоминается, что Джери наняла бывшую подругу Фогги Нельсона Марси Шталь на работу, после того как большинство персонала «Ландману и Зак» было арестовано за пособничество Уилсону Фиску. В финале сезона она встречается с Фогги Нельсоном и предлагает ему работу в «Хогарт, Чао и Беновитц», будучи впечатлённой его работой в деле Фрэнка Касла. Мэтт Мёрдок убеждает Фогги принять предложение Хогарт. 
В сериале «Железный кулак» выясняется, что Джери в прошлом работала в Rand Enterprises. Когда Дэнни Рэнд возвращается в Нью-Йорк, Джери соглашается помочь ему доказать свою идентичность из уважения к его отцу, с условием, что в случае успеха их фирмы будут постоянными партнёрами. 
Мосс повторила свою роль в сериале-кроссовере «Защитники».